# Naturalien
Als Naturalie gilt alles Natürliche (Tiere, Pflanzen, Fossilien, Gesteine, Mineralien etc.), das – im Gegensatz zu Artefakten – keine zielgerichtete oder zufällige Veränderung durch den Menschen erfahren hat.
Im 18. Jahrhundert wurden die von Naturaliensammlern mit Exponaten aus diesen Bereichen zusammengestellten Naturaliensammlungen als Naturalienkabinett oder auch Naturalienkammer bezeichnet.
Die mit den vielfältigsten Objekten aus dem Stein-, Tier- und Pflanzenreich Handel treibenden Unternehmer (Naturalienhändler) bezeichneten ihre Firma in der zweiten Hälfte des 19. Jahrhunderts und Anfang des 20. Jahrhunderts zum Teil als „Naturhistorisches Institut“, benutzten jedoch auch aktiv den Terminus Naturalien und benannten ihre Firma als „Lehrmittel und Naturalien-Handlung“ bzw. „Naturalien- und Lehrmittelhandlung“ oder auch „Naturalien- und Lehrmittel-Anstalt“.
Als Naturalien werden weiterhin insbesondere landwirtschaftliche Naturerzeugnisse (Feldfrüchte, Vieh etc.) bezeichnet. Naturalien dienten in früheren Kulturen, aber auch teilweise heute noch, in der Naturalwirtschaft als Zahlungs- und Tauschmittel.
Sie finden Verwendung
- beim Tauschhandel mit Waren und Dienstleistungen,
- als Naturallohn, beispielsweise wurden bis ins 19. Jahrhundert die Pfarrer und Lehrer zumindest teilweise in Naturalien bezahlt,
- zur Abgeltung fälliger Abgaben, wie beim „Zehnten“ früherer Jahrhunderte (Naturalabgabe).

Umgangssprachlich wird die Phrase „in Naturalien zahlen“ heute meistens in einem sexuellen Kontext verwendet und bedeutet sinngemäß „mit Sex bezahlen“.